# リン・パトリック
リン・パトリック（Lynn Patrick, 1912年2月3日-1980年1月26日）は、カナダ連邦ブリティッシュコロンビア州ビクトリア出身のプロアイスホッケー選手。

## 経歴
レスター・パトリックの長男として生まれた彼は、叔父がフランク・パトリックという（父親、叔父ともにホッケーの殿堂入りを果たす）ホッケー一家に生まれた彼はプロホッケー選手になりたいと願った。父親、叔父は共にディフェンスマンであったが彼はフォワードとなりレフトウィング、センターとしてプレーした。
1933-34年シーズン、モントリオール・ロイヤルズで過ごした後、1934年に父親が監督をしているニューヨーク・レンジャースに入団したが1年目のシーズンは惨憺たるもので、ファンやマスコミは彼に対して冷ややかであり本拠地のマディソン・スクエア・ガーデンでブーイングにさらされた。彼はフィギュアスケート選手のソニア・ヘニーからソーニャとあだ名され、レンジャースのファンには"We want Somers"（元選手のアート・サマーズ）と唱えられる始末であった。
2シーズン目にはプレーオフ9試合で3ゴールをあげた。1940年にチームはスタンレー・カップを獲得、1940-1941年シーズンにはブライアン・ヘクストールと共にチームトップタイの得点をあげ、1942年にリーグトップの32ゴールをあげて、オールスターファーストチームのレフトウィングに選出され、1943年にもリーグ4位の22得点をあげてセカンドチームに選ばれた。
第二次世界大戦に彼も従軍し、大戦終了後1945年にレンジャースに復帰したがそれまでのプレーを見せることはできず、1946-1947シーズン、アメリカン・ホッケー・リーグのニューヘブン・ランブラーズでプレーし現役を引退した。1947年にランブラーズのヘッドコーチに就任、翌1948年フランク・バウチャーに代わりレンジャースのヘッドコーチに就任し1950年にはチームをスタンレー・カップファイナルに導いた。その後、1950-51シーズンよりアート・ロスの後任としてボストン・ブルーインズのヘッドコーチ、1955年からはゼネラルマネージャーも兼任しブルーインズの黄金期を演出した。1965年まで務めた後1967年に新加入のセントルイス・ブルースで初代ヘッドコーチ兼ゼネラルマネージャーとなり、スコッティ・ボウマンを見出した。
1980年1月26日、セントルイス・アリーナでのセントルイス・ブルースとコロラド・ロッキーズの試合を観戦した帰り心臓発作により自動車事故を起こしミズーリ州セントルイスで亡くなった。その年ホッケーの殿堂に選出されている。
2009年にJohn Wiley & Sonsより発行された「100 Ranger Greats」（レンジャースの偉大な100人）の中で27位にランクされている。

## 家族
父親のレスター・パトリック、叔父のフランク・パトリック、息子のクレイグ・パトリックもホッケーの殿堂入りを果たしている。また弟のマズ・パトリックもレンジャースでプレーした。
映画女優のドロシー・パトリックと結婚、息子を1人もうけたが離婚、再婚相手との間にピッツバーグ・ペンギンズのゼネラルマネージャーとなり殿堂入りを果たすクレイグ・パトリックをもうけた。